# تنظیم فشار اسمزی

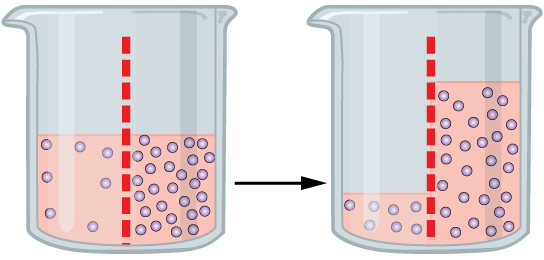
اسمز انتشار آب از طریق یک غشای نیمه تراوا به پایین شیب غلظت آن است. اگر غشایی نسبت به آب نفوذپذیر باشد، البته نه به یک املاح، آب با انتشار به سمتی که غلظت آب کمتری دارد (و در نتیجه سمتی که غلظت املاح بالاتری دارد) غلظت خود را برابر می کند. در ظرف سمت چپ، محلول سمت راست غشاء هیپرتونیک است. خط قرمز یک نیمه تراوا است.

تنظیم فشار اسمزی (به انگلیسی: Osmoregulation) به مجموعه‌ای از فرایندهای هم‌ایستا گفته می‌شود که فشار اسمزی یک موجود زنده را در حد طبیعی آن نگاه می‌دارند. چنین چیزی توسط کنترل تجمع نمک درون مایعات درونی بدن جاندار انجام می‌گیرد. تنظیم فشار اسمزی در اصل مسوول ایجاد تغییر در فشار اسمزی مایعات فیزیولوژیک و درون‌بدنی است و اهمیت فراوانی دارد. در جاندارانی که در محیط آب شور زندگی می‌کنند و نیاز دارند تا به محیط آب شیرین بروند (یا بلعکس)، تنظیم فشار اسمزی اهمیت بیشتری پیدا می‌کند.
در موجودات تک‌سلولی، تنظیم این فشار در غشای درونی سلول صورت می‌گیرد، اما در جانداران پرسلول چنین چیزی درون مایع‌های بدن انجام می‌شود. در بسیاری از جانوران ساکن دریاها، اسمز یا گذر حلال از غشایی نیمه‌تراوا بدون نیاز به ساز و کارهای تنظیمی صورت می‌پذیرد چرا که سلول‌ها دارای همان فشار اسمزی هستند که آب دریا دارد. دیگر یاخته‌ها، اما، باید به صورت مداوم با فرو بردن، بیرون فرستادن، و هضم آب شور و نمک‌ها، به تنظیم میزان آب-نمک درونی خود بپردازند.